# Épineux-le-Seguin
Épineux-le-Seguin là một xã thuộc tỉnh Mayenne trong vùng Pays de la Loire tây bắc nước Pháp. Xã này nằm ở khu vực có độ cao trung bình 92 mét trên mực nước biển.